# Welberth Rezende
Welberth Porto de Rezende (São Gonçalo, 20 de agosto de 1975) é um político e advogado brasileiro. Foi deputado estadual pelo Cidadania e ex-vereador da cidade de Macaé. Atualmente é prefeito de Macaé. Nas eleições de 2018, foi candidato a deputado estadual pelo PPS (atual Cidadania) e foi eleito com 31.725 votos.
Nas eleições municipais de 2020, Welberth foi eleito prefeito de Macaé com 23,93% dos votos, tendo 26.060 votos no total.
Já nas eleições municipais de 2024, Welberth foi reeleito prefeito de Macaé por 85,60% dos eleitores, alcançando 111.953 votos. Com esse feito passa a ser político com a maior votação da história de Macaé. 